# Institut pro průmyslový a finanční management
Institut pro průmyslový a finanční management (IPFM) byl zájmovým sdružením právnických osob, které od roku 1998 do roku 2016 nabízelo postgraduální programy celoživotního vzdělávání MBA v anglickém jazyce při zaměstnání. Jako jediná business school v České republice umožňoval IPFM studium MBA také v německém jazyce či v kombinaci anglického a německého jazyka.

## Historie
Tento institut byl založen firmami jako např. Škoda Auto, IBM, RWE, Raiffeisen Bank, Porsche Interauto či SAP. Ročně IPFM nabízel cca 60 studentům možnost doplnění odborné kvalifikace jako přípravu na zastávání vedoucích pozic v oblasti průmyslu a finančního managementu.  K přednášejícím patřili univerzitní profesoři a významní odborníci z praxe z Evropy i USA. Všechny MBA programy nabízené IPFM byly akreditovány institucemi FIBAA (Foundation for International Business Administration Accreditation) a CAMBAS (Českou asociací MBA škol). Výuka probíhala ve víkendových blocích v prostorách Česko-německé obchodní a průmyslové komory na Václavském náměstí v Praze. Za dobu fungování IPFM studium úspěšně ukončilo cca 250 absolventů. V roce 2016 Institut pro průmyslový a finanční management zanikl bez právního nástupce, studenty převzala ŠKODA AUTO Vysoká škola, jejíž studijní program MBA v anglickém jazyce je duchovním pokračovatelem odkazu IPFM (a je možné se na ní obrátit např. v žádosti o vydání duplikátu diplomu IFPM).